# سميرة عزيز
سميرة عزيز كاتبة صحافية ومعدة برامج وصانعة أفلام سعودية من أصول باكستانية. عملت في فترات سابقة محررة صحفية في صحيفة (سعودي جازيت). تكتب باللغة الأردية كذلك.

## مراحل حياتها
ولدت سميرة عزيز يوم 24 يونيو 1979 في مدينة الخبر، المملكة العربية السعودية، وقامت علي تربيتها والدتها السيدة محار افروز. هاجر والداها لأول مرة إلى باكستان من الهند، ومن ثم إلى المملكة العربية السعودية، وكانت الابنة الوحيدة لثلاثة أطفال لعزيز الرحمن، لديها أخوين أكبر منها، فيصل عزيز وفهد عزيز. أكملت تعليمها في وقت مبكر في الخارج، في مدرسة عبد اللطيف جوليستان شاه في كراتشي، وبعد ذلك في P.E.C.H.S. كلية البنات وجامعة كراتشي. تزوجت في سن السادسة عشر وأكملت تعليمها بعد زواجها.. قبل تقديم أطروحتها لشهادة الدكتوراه في العلاقات الدولية، تلقت درجة الماجستير في العلاقات الدولية والصحافة. وقالت إنها بعد ذلك درست صناعة الأفلام من هوليود والمخرجين الهنود في فترات زمنية مختلفة. وأنجزت أيضا تعليم الدراسات العليا علاوة على ذلك في مواد الاتصال الجماهيري وإخراج الأفلام من Livewires-معهد الإعلام في مومباي، الهند. هي تحضر الدكتوراه في الجامعة العثمانية في حيدر أباد بالهند - واحدة من أكبر الجامعات في شبه القارة الهندية.
تعتبر ضحية لزواج الأطفال من قبل وسائل الإعلام الغربية. ومع ذلك، قالت أنها رفضت بشدة هذا التوصيف، مشيرة في مقابلة مع صحيفة  heedfully ومقرها في دولة الإمارات العربية المتحدة أن زواجها لم يكن عقبة في طريق الإنجاز. تزوجت مع شرط مواصلة التعليم بعد الزواج ووضع حياتها على طريق النجاح.
تيتمت في سن الثانية، عندما توفي والدها من قصور في القلب. في أيام طفولتها المبكرة التي امتلأت بالمصاعب في سن المراهقة التي في وقت لاحق تحولت إلى عاطفة مكنتها في سن التاسعة من ممارسة هواية الكتابة إلى جانب دراستها. كانت تساعد والدتها في سن مبكرة في العمل في صالون التجميل في المنزل. كفتاة شابة، ولعبت الكريكيت، والتزلج وركوب الدراجات.
وجاءت نقطة التحول في حياتها عندما بلغت من العمر ستة عشر، تزوجت من مواطن سعودي، ومع ذلك، فقد اعتُبرت أعمالها الإعلامية مستنكره وكان معظم زملائها ضد تعليمها الإعلامي. مرّت بمشاكل مع العقلية المحافظة لعائلتها بسبب عملها الإعلامي، لكنها تعاملت مع كل الصعوبات بحكمة وصبر. من الطبيعي أن يكون لديك مشاكل ولكن كل شيء على ما يرام. في هذه المرحلة من حياتها من خلال كتاباتها الجريئة والصريحة في الشعر وكتابة الروايات.

## حياتها الصحفية
هي رئيسة تحرير مجلة فصلية بزكونكت (BizConnect) والتي سوف تصدر قريباً. في وقت سابق، كانت رئيسة وكالة آسيا للمعلومات (AIA)، خدمة الأخبار العالمية. وفي المملكة العربية السعودية كانت رئيسة وكالة المعلومات لإقليم جنوب آسيا، صوت بلدان رابطة جنوب آسيا  (SAARC). [15] وكانت أيضا رئيسة مكتب أول موقع إخباري مستقل بالإنجليزية (شبه الجزيرة تايمز).
حتى عام 2013 كانت من كبار محرري الجريدة من مقرها في مدينة جدة السعودية، واحد من اثنين من صحف اللغة الإنجليزية المطبوعة في البلاد. حتى توقفت عن الصدور في عام 2009، كانت في نفس الوقت مدير تحرير أواز الاردية الاخبارية الاسبوعية الموجهة للشباب نشرت من قبل الشركة الأم عكاظ. كانت أيضا مديرة تحرير الجديدة، مجلة فصلية تنشر تحت الجريدة السعودية من قبل قسم التسويق من م
شغلت سابقا منصب كاتب لأخبار الخليج وعدة صحف أخرى من باكستان (خلال 1999). كما شغلت منصب الإشراف على تحرير قسم النساء في اخبار الأردو ومجلة الاردو المملوكة من قبل المجموعة السعودية للأبحاث والتسويق. قالت في برنامج تلفزيوني «قمت بالعمل الصعب في وسائل الاعلام تماما هل من الصعب عمل وسائل الإعلام لأنني أردت اكتساب الخبرة والتعلم» مسيرتها طويلة في المجموعة السعودية للأبحاث والتسويق وعكاظ.
أعمدتها الصحفية محصورة باللغة الإنجليزية والأوردو ومترجمة إلى لغات أخرى. إنها ركزت على مشاكل السعوديين المحلية، والاجتماعية، والثقافية، والتعليمية والعمال المغتربين وكذلك علاقة المملكة العربية السعودية مع المجتمع الدولي. أنها أجرت تحقيقات صحفية سرية – هذا النوع نادر في الصحافة السعودية – وأصبحت جزءاً من تجارب جريئة في ذلك الوقت. وهي تؤمن بالمهنية والإنسانية وحقوق المرأة في العمل. بعض أعمالها التي تتركز على التحديات الاجتماعية وقضايا العمال وحقوق الإنسان وحقوق المرأة، والعنف ضد الأطفال، وغيرها من القضايا التي تهم المجتمع. خبراتها في كتابة التقارير شملت تغطية الارهاب وحقوق المرأة والتغيرات الاجتماعية المؤثرة في المملكة العربية السعودية.
سلطنة بويان في الفلبين منحت اللقب الملكي 'اميرة' ومنحت كذلك منصب السفير الشرفي  إلى المملكة العربية السعودية. وهي أيضا منحت لقب 'امرأة عظيمة' مع جائزة مرموقة كرمز ثقافي في الشرق الأوسط
كما هو معروف متطوعة في مجال حقوق الإنسان. عملت على التوعية لمحاربة عادة زواج الأطفال. بالإضافة إلى حملة توعية في وسائل الاعلام الاجتماعية، بدعم قوي من أتباعها. وقالت أنها أيضا حطمت جدار الصمت حول العنف المنزلي بعد حادثة المذيعة رانيا الباز التي اعتدى عليها زوجها بوحشية في عام 2004. في حين تجرأت على تحدي ثقافة العنف ضد المرأة حيث تعرضت  لانتقادات صريحة 'تحيز' من قبل البعض  في مجال العمل البحثي في صالح الرجل.
في عام 2009 لقد صدمت الجميع عندما تجرأت وكتبت وتحدثت عن حالة اعتداء علي الأطفال شهدتها. حيث قامت بحماية الطفل المعتدي عليه. كما أنها قامت بحملة ضد العصابة التي جلبت الأطفال أفغانيي الأصل إلى المملكة العربية السعودية مع جواز سفر باكستانية مزيفة لاستقلالهم كمتسولين، وباعة متجولون في شوارع جدة. ولقد تعرضت لتهديد من قبل الجماعة الاجرامية خلال هذه الحملة.
السيدة هي من مؤيدي قيادة المرأة للسيارة في المملكة العربية السعودية. بيد أنها لا تدعم  عرض العصيان المدني الاستثنائي. لكنها بصراحة طلب الرحمة والعطف لأولئك النساء في المملكة العربية السعودية الاتي تحدين الدولة بحكم الأمر الواقع بالحظر المفروض على قيادة المرأة للسيارة والجلوس وراء عجلة القيادة.  كما أنها تدير حملة دعم الابتسامة في وسائل الاعلام الاجتماعية #SupportSmile مع فريقها من ديزي فاينز، وبرنامج خلي ولي  لتعزيز ثقافة الابتسامات والمحبة والسلام.
السيدة تعمل أيضا كمستشار لمختلف المنظمات الدولية من أجل التنمية الاجتماعية وحقوق الإنسان مثل الجمعية الوطنية لحقوق الإنسان (الجمعية الوطنية لحقوق الإنسان)، نحن-الشباب والمجتمع الدولي من أجل السلام الذي هو فكرة بدأت لخدمة الإنسانية. وهي أيضا مستشار الشؤون الدولية وحقوق المرأة في مؤسسة الصحافة. الاتحاد العالمي للصحفيين المحترفين.
هي الروائية التي كتبت باللغة الأردية في المملكة العربية السعودية. بادال Bhi Jatey هين. وكتبت العديد من  الروايات الأردية الشعبية في المجلات الأدبية مثل Dosheeza, Pakeeza وساتشي Kahaniyan. وكذلك كتبت كتب للأطفال في المجلات مثل Hamdard وTaleem o.  كما أنها كتبت العديد من المقالات السياسية والاجتماعية وقضايا المرأة. بالغة الإنجليزية واللغة الأردية.
أصبحت الصوت الذي يسليط الضوء على قضايا أرباب العمل السعوديين. وتحدثت عن سوء معاملة العمالة وجرائم العمالة المنزلية في المملكة العربية السعودية وأدانت الدعاية التي يجري إطلاقها ضد العديد من أرباب العمل السعوديين. وهي تعمل علي ردم الهوة بين المملكة العربية السعودية وبقية العالم. وفي مقابلة لها، قالت «أنها تهدف إلى توضيح وتصحيح المفاهيم الخاطئة عن المملكة العربية السعودية».
كانت المتحدثة الأكثر ترقباً  في أول مؤتمر عالمي من نوعه في باكستان بعنوان عالم واحد واعلام واحد، الذي نظمته نقابة باكستان الاتحادية للصحفيين في الفترة من 1 إلى 3 أيار / مايو 2015 في كراتشي، باكستان. هذا المؤتمر ليس الأول من نوعه في باكستان فقط ولكن في جنوب آسيا كلها.
كما انها كانت الأنثى الوحيدة المتحدثة في اليوم الدولي للقضاء على العنف ضد المرأة في مدينة جدة في 10 ديسمبر 2014، والتي كان آخر يوم من فعاليات يوم المرأة العالمي للأمم المتحدة المعني بالمرأة. 16-يوم، والحملة العالمية التي امتدت فعالياتها لمدة 16 يوماً لمناهضة العنف ضد الجنس الآخر. وقد تم تنظيم هذا الحدث من قبل الجمعية الوطنية لحقوق الإنسان. وتحدثت ضد الانتقاد الدولي أن المملكة العربية السعودية ليس لها القوانين الكافية التي تحمي النساء العاملات والعمالة المنزلية ضد الاعتداء. «ولكن هذا ليس هو الحال بعد الآن. المملكة العربية السعودية تجرم العنف المنزلي وهذه المشكلة سبق أن اعترف بها هنا. هناك حظر قانوني على العنف البدني والجنسي وغيره من أشكال إساءة المعاملة ضد المرأة في المملكة العربية السعودية، والذي ينطبق على كل من في المنزل أو في مكان العمل»، قالت
نالت الإعجاب كشاعرة بعد المشاركة في الندوة الشعرية الموشايرا في مومباي  بعد الدعوة الغير متوقعة للصعود علي المسرح. وبعد ذلك بفترة نشرت أول ديوان شعر لها كاقاز كي زامين  (أرض من ورق) الذي تم نشره في فبراير 2016 مع حشد ضخم من 25000 من المشاهير والدبلوماسيين السعوديين وعشاق الشعر، الذي كان أكبر نشر لكتاب شعري  في تاريخ ولاية ماهاراشترا في الهند. كان تزاحم المعجبين عالياً. كما أعلن في وسائل الإعلام الاجتماعية عن كتاب شعري آخر سيصدر قريباً.
في وقت سابق، نشرت قصائدها باللغة الأردية في مختلف المجلات والصحف. وأفيد أنها شاركت في العديد من أبرز الندوات الشعرية وحصولها علي الجوائز التقديرية. انتقدت بقسوة من عشرات الرجال كارهي النساء من الجمهور ذوي العقول المتعصبة والمجتمعات الذكورية في عام 1999 في قاعة مليئة بالجمهور في مدينة جدة، المملكة العربية السعودية لجرأة تقديمها الغزل للرجال في قصائدها، وقد غادرت القاعة إلا أنها حصلت على تقدير وحفاوة بالغة من جمهور النساء وبعض الذكور من الجمهور.
في تموز / يوليه 2006، كتبت نشيد بعنوان القلب الموجع «لهو لهو لبنان (لبنان تحت الدم) لحملة لدعم الضحايا اللبنانيين في حرب لبنان عام 2006, كما تسمى حرب إسرائيل وحزب الله'. الكلمات كانت عميقة وحزينة. نشيدها بث في العديد من القنوات التلفزيونية ثم توقف البث بعد انتقادات بعض الصور في الفيديو التي جعلت الجماهير ترتعش من الخوف. رفضت تغيير الفيديو بالقول إن» هذا هو الواقع الذي يحدث للأسف. اذهب واوقف العنف لا توقف بث الفيديو
وهي أول مخرجة ومنتجة وكاتبة سعودية في بوليوود، واحدة من أكبر مراكز إنتاج الأفلام في العالم. هي مؤلفة ومخرجة فيلم 'ريم' - القصة الحقيقية - بواسطة بيت إنتاجها الخاص (سميرة عزيز للترفيه) وهو أول بيت إنتاج سعودي في الهند.
قصة الفيلم كتبتها السيدة سميرة عزيز. متحدثة عن هدفها وسبب كتابة وإنتاج هذا الفيلم، سميرة عزيز تقول أن هذا الفيلم عبارة عن رسوم متحركة في خيالها. الكاتب يمكن بقوة ان ينقل أفكاره إلى المشاهدين من خلال إنتاج فيلمه. «لتطوير فهم أفضل، يجب أن نتفاعل مع العالم والوصول إلى الناس من خلال التواصل معهم بلغتهم. لذلك، مع رسالة الحب والسلام  أقدم نفسي كجسر يربط بين المملكة العربية السعودية وبقية العالم، اهدف إلى الدخول بقوة وقصة قوية في صناعة افلام بوليوود.» هدف سميرة عزيز من صنع هذا الفيلم هو تعزيز السياحة السعودية وتقديم شباب سعودي حديث ومتعلم ليظهر للعالم أن الجيل الجديد من السعوديين ذو ثقة وودية وثقافة، يتعارض مع فكرة أن 'السعوديين هم راكبي الجمال'.
أجابت بقسوة إلى  فيلم هوليوود الذي يظهر بلدها المملكة العربية السعودية متخلفة غير حضارية. ووصفته بأنه 'خيال من القمامة والأكاذيب،' أقسمت على أن الإجابة لتوم هانكس من خلال صناعة فيلمها "ريم" القصة الحقيقية في بوليوود بعدة لغات. فيلم "الفيلم" فعلا أثار غضب بلدي المملكة العربية السعودية. فيلمي البوليوودي سوف يدبلج الي اللغة العربية والإنجليزية وسوف يكون أكثر جاذبية لأنه قصة حقيقية، على عكس الفيلم الذي هو خيال من القمامة والأكاذيب. سوف اظهر المملكة العربية السعودية في القرن ال21  في فيلمي ريم - القصة الحقيقية"، وذكرت سميرة عزيز ان الإنتاج الاعلامي هو أقوى وسيلة لنقل الرسالة إلى الناس. إنها تريد أن توصل الرسالة إلى الناس في أفضل طريقة ممكنة'، واقتبس لها. أنها تهدف إلى إعطاء رسالة إيجابية خلال أنشطة وسائط إعلامها.
السيدة سميرة عزيز حصلت على التدريب في صناعة الافلام من ذوي الخبرة البريطانية والأمريكية البارزين مثل أوفيديو سالازار، عمر فاروق أكسوي، بن سالم بو عبد الله  - الذين عملوا في هوليوود أيضا. وهي أيضا دربت في اكاديمية ايديل للدراما والترفيه في مدينة مومباي في الهند برعاية مجيب خان واسمه مدرج في كتاب السجلات توجيه للمسارح على مونشي برمتشاند. كما درست الاتصال الجماهيري والإخراج السينمائي من Livewires-معهد الإعلام في مومباي، الهند.
عملت في فريق الإنتاج التابع لكوثر الاعلامية في جدة، المملكة العربية السعودية. وعملت مع المنتج والممثل والمخرج السعودي الدكتور فهد جزولي كمساعدا له في العديد من المشاريع السعودية مثل فيلم 'لامار'، وفي المسرح الكوميدي مسرحية 'هلا بارا' ومسلسل درامي من 12 حلقة. كانت أيضا مساعدة أعضاء فريق الإنتاج للمدير ماجد عزي عن فيلم 'حياة' الذي انتج من قبل شركة المبدأ. وفي الماضي، كتبت وأخرجت ومثلت مسرحيات كوميدية للنساء فقط قدمتها  'منظمة سلسلة للمرأة' في جدة، المملكة العربية السعودية. وفي السعي للتعلم، شاركت ومثلت في بعض المسرحيات الهامة في مونشي برمتشاند بتوجيه من معلمها مجيب خان وأصبحت أول سعودية فنانة مسرح في الهند. «أنا أتخصص في الحوار التسليمي ولغة الجسد لأخذ العمل المطلق من الممثلين في فيلمي ريم، القصة الحقيقية كمخرجة. الإعلام ليس له حدود!». كما قالت.
والمعروف عن استخدام مدرسة جديدة وفريدة من نوعها من الأفكار، سميرة عزيز قدمت إستراتيجية استخدام الرياضة كمدخل للتبادل الثقافي وتبادل الأعمال لتعزيز الاقتصاد السعودي. لقد تم انتخابها كمدير لمكتب اتحاد الرياضات الدولي المنتسب للأمم المتحدة'. تم اختيارها من قبل 83 بلدا في العالم من أصل 158. هذا التسلسل الهرمي للاتحاد سوف يقود مكتب الرياضة العالمية للسنوات الثلاث القادمة. اتحاد الرياضات العالمية يعمل من أجل إحلال السلام من خلال الرياضة. «لقد كنت اخدم دوليا في الإذاعة والمسرح في المؤتمرات كمتحدثة وكاتبة، ولكن الرياضة والإنتاج السينمائي هي أقوى وسائل الإعلام في نقل الرسائل. هذا هو السبب من استخدامي هذه المنصات أيضا،» كما قالت.

## العائلة
متزوجة ولها طفلين.

## الجوائز
| الجائزة                                                     | السنة            | المانح                                                                                   | ملخص |
| ----------------------------------------------------------- | ---------------- | ---------------------------------------------------------------------------------------- | --- |
| سفيرة الشباب                                                | 2007             | منظمة نحن الشباب " منظمة تابعة للأمم المتحدة" لصقل                                       | سميرة عزيز قدرت خصيصاً من قبل الشباب لعملياتها السرية في هذه المناسبة. كانت أول إعلامي سعودي ذهب متخفيا بجرأة في العام 2000.                                                    |
| جائزة الإنسانية                                             | 2008             | منظمة الرعاية الإجتماعية الغير سياسية                                                    | سميرة عزيز حصلت على جائزة الاداء العالي في مجال العمل الإنساني |
| جائزة فخر الأمة                                             | 2009             | -                                                                                        | تكريم خاص لسميرة عزيز |
| مرأة اليوم                                                  | 2012             | احتفالية ليلة السيدات                                                                    | تم تكريم والاشادة بالسيدة سميرة عزيز في جدة |
| جائزة أفضل رمز للصداقة بين الهند واندونيسيا Ind-o-Pak       | 29 يناير 2014    | المنتدي الأدبي Pak-O-Hindh                                                               | سميرة عزيز حصلت على هذه الجائزة في عرض فريد في الرياض. |
| التكريم                                                     | -                | أمسية مع شخصية                                                                           | جلسة مفتوحة من قبل منظمة مجتمعية |
| التكريم                                                     | -                | صباح مع سميرة عزيز                                                                       | جلسة مفتوحة من قبل منظمة مجتمعية |
| مرشحة لأفضل امرأة صحفية وشخصية إعلامية سعودية               | قريباً            | iiGlobal Awards Org                                                                      | القيادات النسائية في المملكة العربية السعودية رشحن سميرة عزيز لهذه الجائزة |
| جائزة مولانا أبو الكلام آزاد الخاصة                         | 11 November 2015 | حكومة ولاية تلنغانا - الهند                                                              | سميرة عزيز هي أول امرأة سعودية عملت من أجل تعزيز اللغة الأردية في المملكة العربية السعودية. لقد منحت هذه الجائزة تقديراً لعملها كجسر بين المملكة العربية السعودية وبقية العالم. |
| Salam India Award                                           | Feb. 6, 2016     | حكومة ولاية ماهاراشترا - الهند                                                           | سميرة عزيز تم تكريمها في حفل نشر ديوان شعرها في مومباي - الهند |
| جائزة المرأة العظيمة - الرمز الثقافي العظيم في الشرق الأوسط | March 19, 2016   | جائزة المرأة العظيمة السادسة جوائز المرأة 2016 - الشرق الأوسط                            | سميرة عزيز أول سيدة سعودية توجت بهذه الجائزة العالمية المرموقة. |
| جائزة الفن والأدب                                           | April 23, 2016   | قرانتبورا جدة                                                                            | سميرة عزيز منحت هذه الجائزة من قبل مجتمع جنوب الهند لإسهاماتها الإبداعية في الفن والأدب في المملكة العربية السعودية.                                                           |
| جائزة مولانا فريد آلوحيدي                                   | May 13, 2016     | أعطت قنصلية الخليج الأردية (GUC) في جدة المملكة العربية السعودية هذه الجائزة لسميرة عزيز | أعطيت هذه الجائزة لسميرة عزيز لخدماتها العالمية في الأدب والإعلام الأردي في جميع أنحاء العالم                                                                                  |

!
|-
|
|-
|
|-
|
|}

## وصلات خارجية
- Sameera Aziz Official Website ه
- Asian Radio Live
- SARIA News Agencyه
- Urdu Talk Radio Interview
- Interview of Sameera Aziz at MBC